# 더 하트 파운데이션

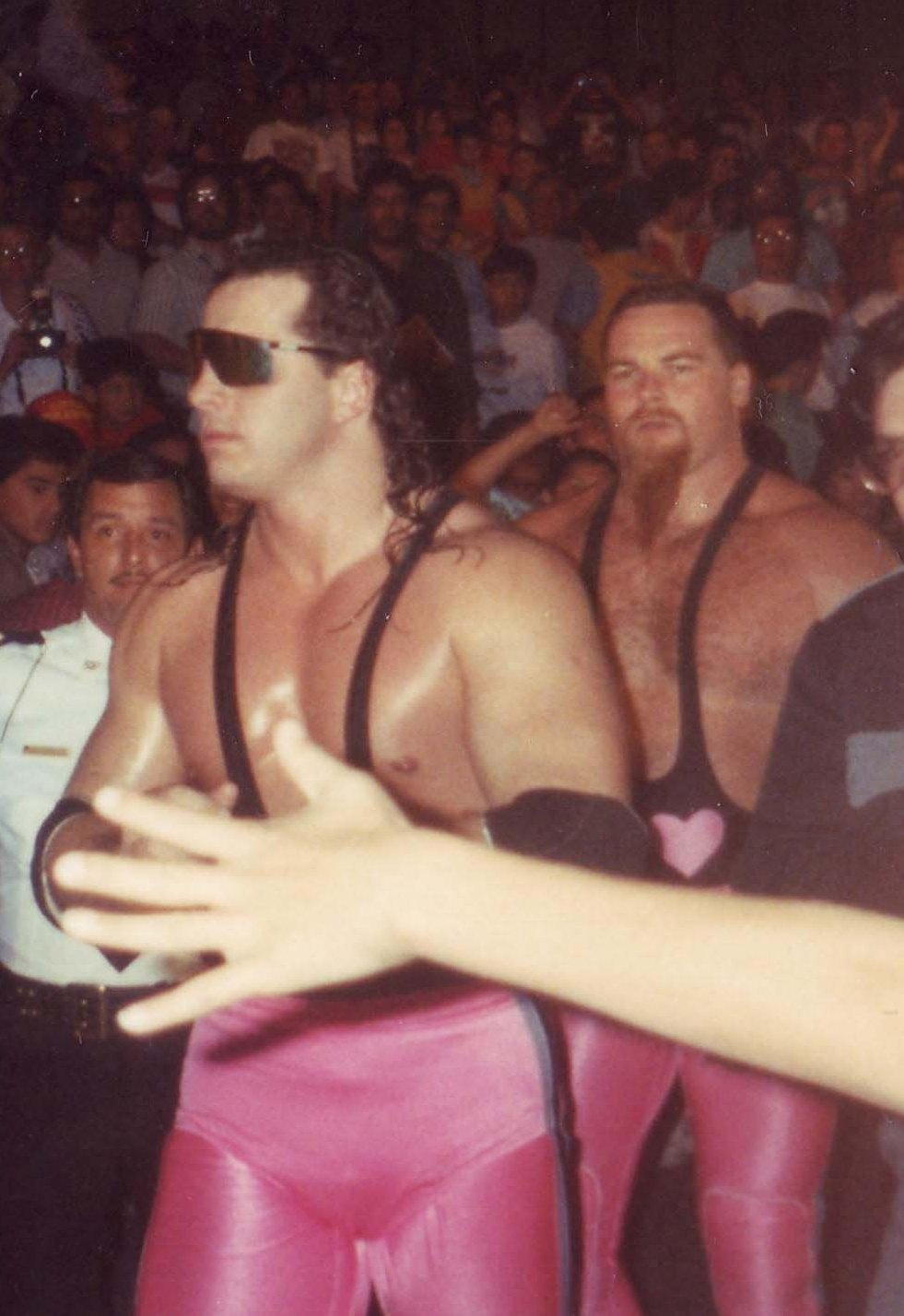

더 하트 파운데이션(The Hart Foundation)은 브렛 하트를 중심으로 WWF (현 WWE)에서 활약한 프로 레슬러의 태그 팀 유닛의 이름이다.